# Anisota

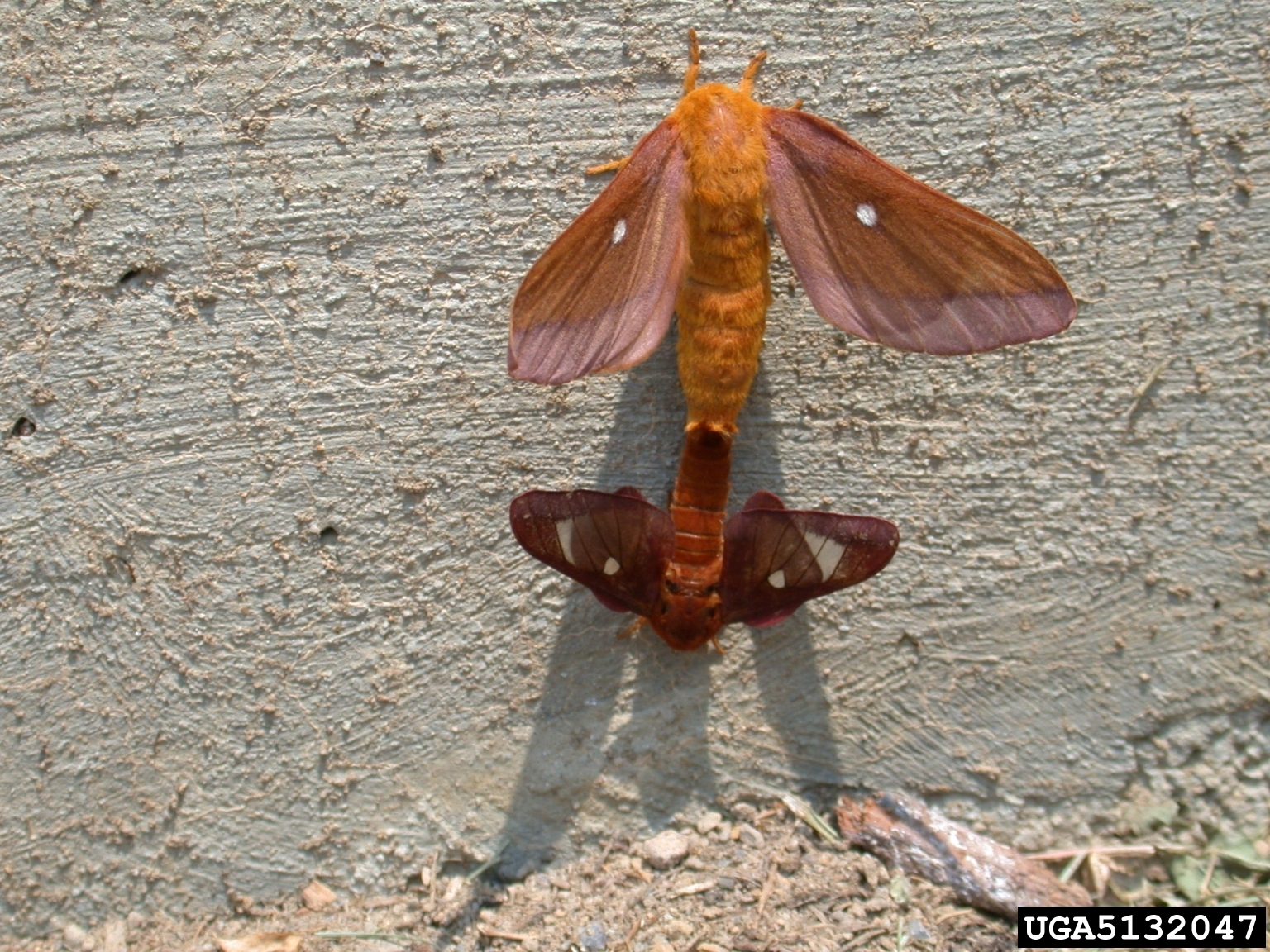
Anisota virginiensis bei der Paarung

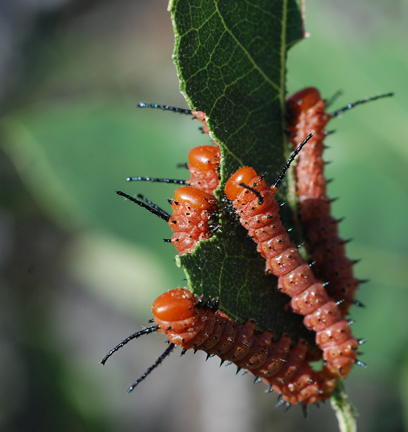
Raupen von Anisota oslari

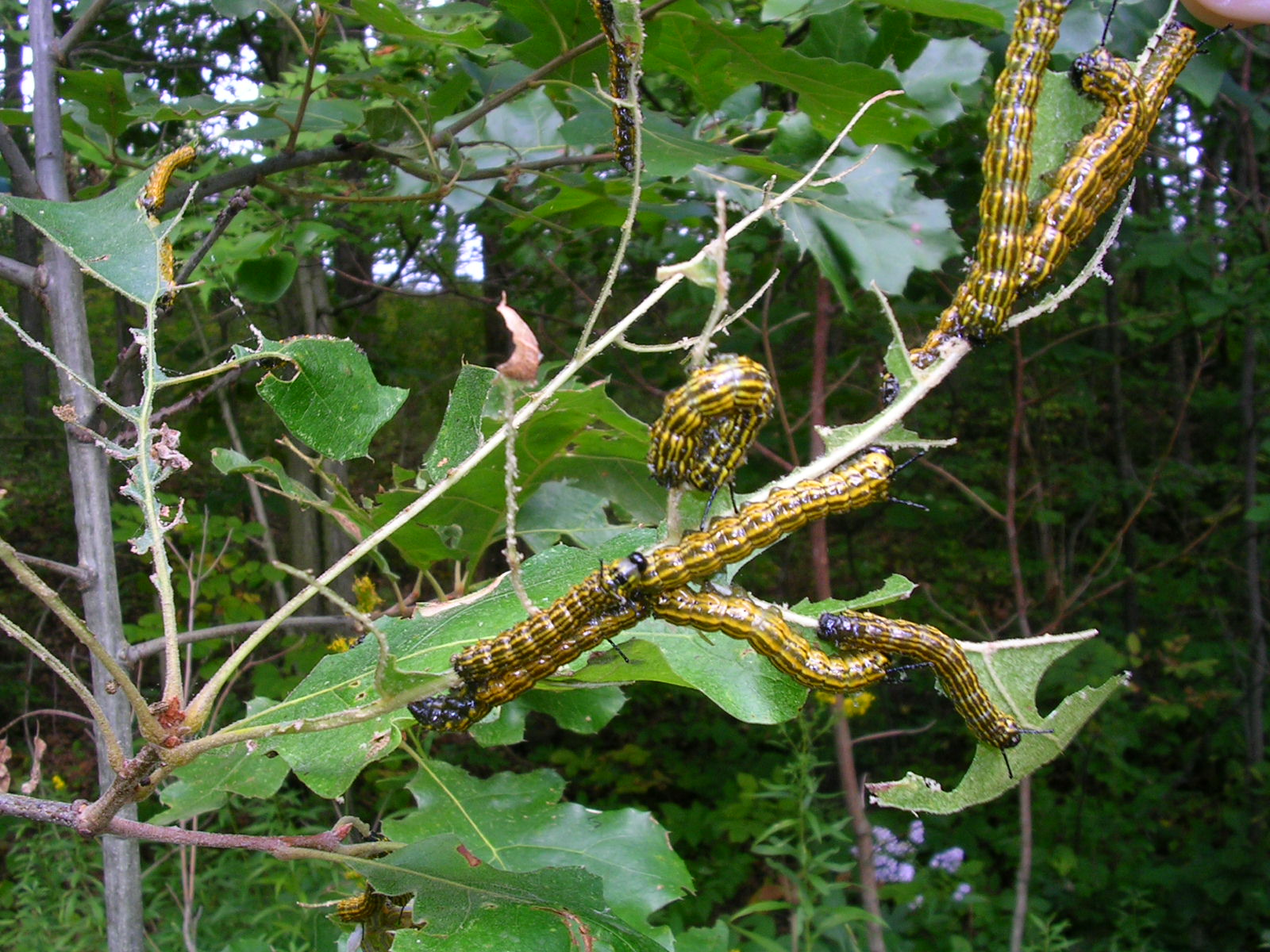
Raupen von Anisota senatoria

Anisota ist eine Gattung der Schmetterlinge aus der Familie der Pfauenspinner (Saturniidae). Die Arten sind einander sehr ähnlich, weswegen unklar ist, bei welchen der Artstatus gerechtfertigt ist. Es werden je nach taxonomischem Ansatz 8 bis 11 Arten unterschieden. Die Gattung ist vor allem wegen ihrer Raupen bekannt, die gesellig leben und bei Massenauftreten Schäden anrichten können.

## Merkmale
Die weitgehend ähnlichen kleinen bis mittelgroßen Falter sind bräunlich gefärbt. Die Gattung zählt gemeinsam mit Dryocampa rubicunda zu den kleinsten Pfauenspinnern, die in den Vereinigten Staaten von Amerika vorkommen. Die Falter haben einen charakteristischen weißen Diskalfleck auf den Vorderflügeln. Zwischen den beiden Geschlechtern ist ein deutlicher Sexualdimorphismus ausgebildet. Die Männchen imitieren in ihrem Aussehen Hautflügler (Mimikry). Bei mehreren Arten haben sie transparente Bereiche auf den Vorderflügeln, die ihnen Ähnlichkeit mit Bienen verschaffen. Die Männchen haben doppelt gefiederte Fühler. Den deutlich größeren Weibchen fehlen die hyalinen Bereiche auf den Flügeln. Die männlichen Genitalien sind bei allen Arten breit und ziemlich ähnlich. Nur bei Anisota virginiensis ist der Aedeagus lang und gekrümmt.
Bei mehreren Arten sind die Raupen in Warnfarben gefärbt. Es wird vermutet, dass sie damit und durch die mit den Blättern der Nahrungspflanzen aufgenommenen Tannine Fressfeinde abschrecken. Bei allen Arten, mit Ausnahme von Anisota finlaysoni haben die Raupen ein auffälliges Paar Hörner am zweiten Thoraxsegment. Dieses Merkmal tritt auch bei der Gattung Dryocampa auf. Im letzten Raupenstadium kann man schon auf Grund der Größe das Geschlecht der Tiere ermitteln, da die Weibchen deutlich größer sind.

## Vorkommen
Die Gattung ist vor allem im Südosten der Vereinigten Staaten von Amerika verbreitet. Nur wenige Arten findet man auch weiter westlich bis nach Mexiko.

## Lebensweise
Die Männchen sind tagaktiv. Sie fliegen sehr schnell, was ihnen abgesehen von ihrer Erscheinung noch mehr Ähnlichkeit mit Bienen verschafft. Die Weibchen sind in der Regel nachtaktiv, die Eiablage kann aber schon am späten Nachmittag beginnen. Sie legen ihre gelben bis orangen Eier in Gruppen von 15 bis 150 Stück an Eichen (Quercus) und gelegentlich auch an Kastanien (Castanea) und Haseln (Corylus) ab. Man kann die Raupen durch die durchsichtige Eischale erkennen. Die Raupen leben anfangs in großen Gruppen und sind dadurch sehr auffällig. Manchmal leben sie auch in späteren Stadien noch gesellig. Bei vielen Arten gibt es Massenauftreten, wodurch sie gelegentlich Schäden verursachen können. Die Verpuppung erfolgt in einer locker gebauten Kammer im Erdboden. Dort überwintert die Puppe.

## Taxonomie und Systematik
Die Gattung wurde von Jacob Hübner 1820 erstbeschrieben. Die Typusart ist Bombyx stigma Fabricius, 1775. Die Verwandtschaftsverhältnisse der Arten innerhalb der Gattung wurden mehrfach untersucht. Ein Ansatz von Riotte & Peigler (1980) unterscheidet anhand von morphologischen Merkmalen der Raupen und Imagines 11 Arten, wobei die Unterschiede zwischen manchen Arten nur minimal sind und eine Unterscheidung damit zweifelhaft bleibt. Es wird vermutet, dass es sich hier teilweise um Unterarten handelt. Tuskes & Collins versuchen deswegen die Arten anhand ihrer unterschiedlichen Pheromone zu unterscheiden. Sie erkennen acht Arten den Artstatus zu:
- Anisota stigma (Fabricius, 1775)
- Anisota manitobensis McDunnough, 1921
- Anisota consularis Dyar, 1896
- Anisota senatoria (Abbot & Smith, 1797)
- Anisota finlaysoni Riotte, 1969
- Anisota oslari Rothschild, 1907
- Anisota virginiensis (Drury, 1773)
- Anisota peigleri Riotte, 1975

The Global Lepidoptera Names Index des Natural History Museum listet folgende weitere Arten der Gattung:
- Anisota assimilis (Druce, 1886)
- Anisota dissimilis (Boisduval, 1872)
- Anisota leucostygma (Boisduval, 1872)

## Belege